# CDPF1
CDPF1 (англ. Cysteine rich DPF motif domain containing 1) – білок, який кодується однойменним геном, розташованим у людей на довгому плечі 22-ї хромосоми. Довжина поліпептидного ланцюга білка становить 123 амінокислот, а молекулярна маса — 13 877.
| 10         |  | 20         |  | 30         |  | 40         |  | 50         |
| ---------- |  | ---------- |  | ---------- |  | ---------- |  | ---------- |
| MASHVECRPL |  | GVFECELCTL |  | TAPYSYVGQK |  | PPNTQSMVLL |  | EESYVMKDPF |
| TSDKDRFLVL |  | GSCCSLCSRL |  | VCVGPECSLF |  | YSKRFCLPCV |  | RENINAFPQE |
| IRQDLEKRKA |  | PSKRTPSQPG |  | SRT        |  |            |  |            |

A: Аланін

C: Цистеїн

D: Аспарагінова кислота

E: Глутамінова кислота

F: Фенілаланін

G: Гліцин

H: Гістидин

I: Ізолейцин

K: Лізин

L: Лейцин

M: Метіонін

N: Аспарагін

P: Пролін

Q: Глутамін

R: Аргінін

S: Серин

T: Треонін

V: Валін